# Shady Lady

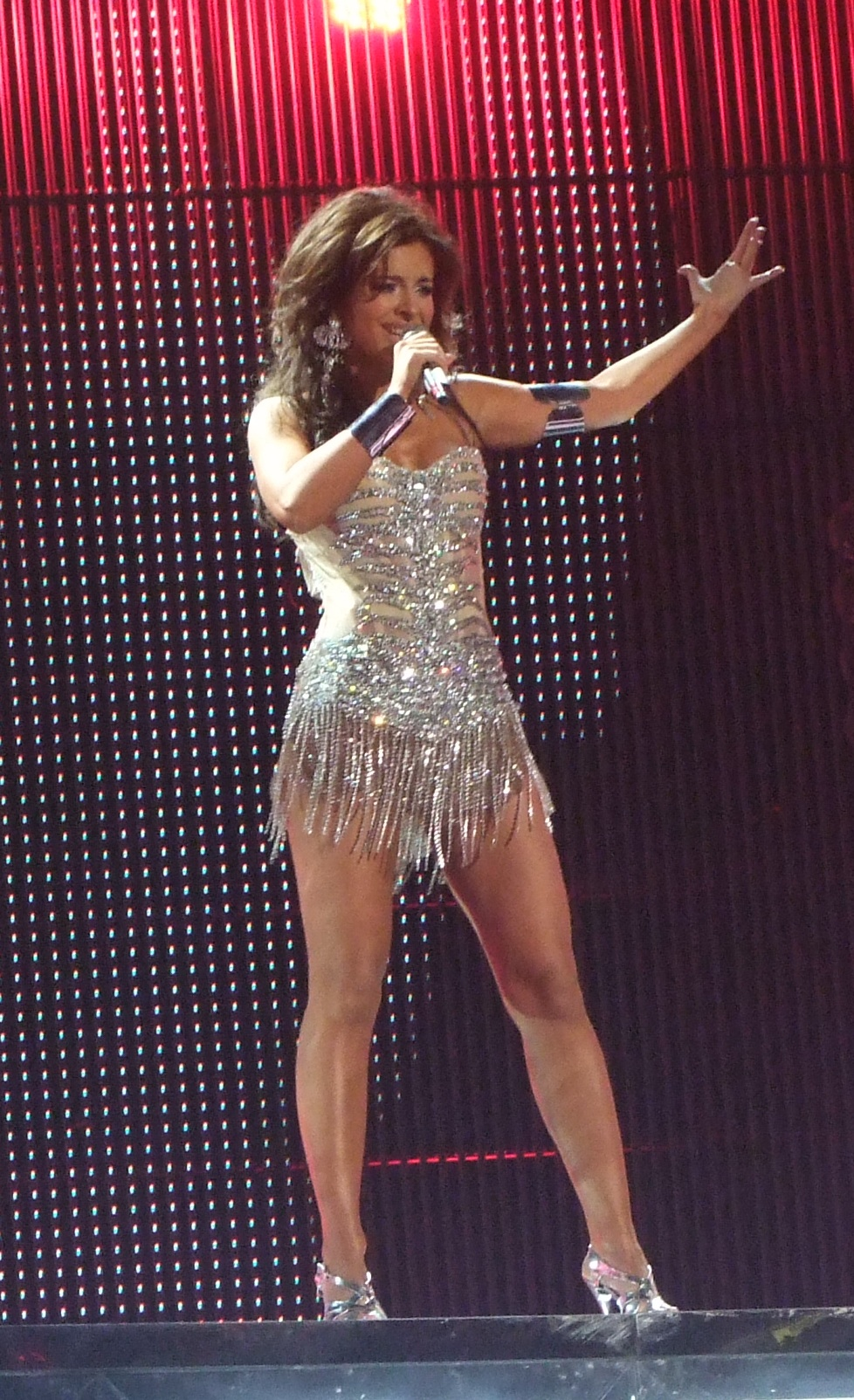
Ani Lorak framträder i Eurovision Song Contest 2008

"Shady Lady" är en sång skriven av Karen Kavaleryan, Philipp Kirkorov och Dimitris Kontopoulos.
Låten var Ani Loraks och Ukrainas bidrag i Eurovision Song Contest 2008 i Belgrad, Serbien. Bidraget var segertippat och slutade på en andra plats med totalt 230 poäng.

## Listplaceringar
| Land (2008) | Topp placering |
| ----------- | -------------- |
| Grekland    | 2              |
| Ryssland    | 21             |
| Sverige     | 47             |
| Ukraina     | 1*             |

- Shady Lady låg topp 40 i 27 veckor.[1]